# Emil Hammer Orgelbau

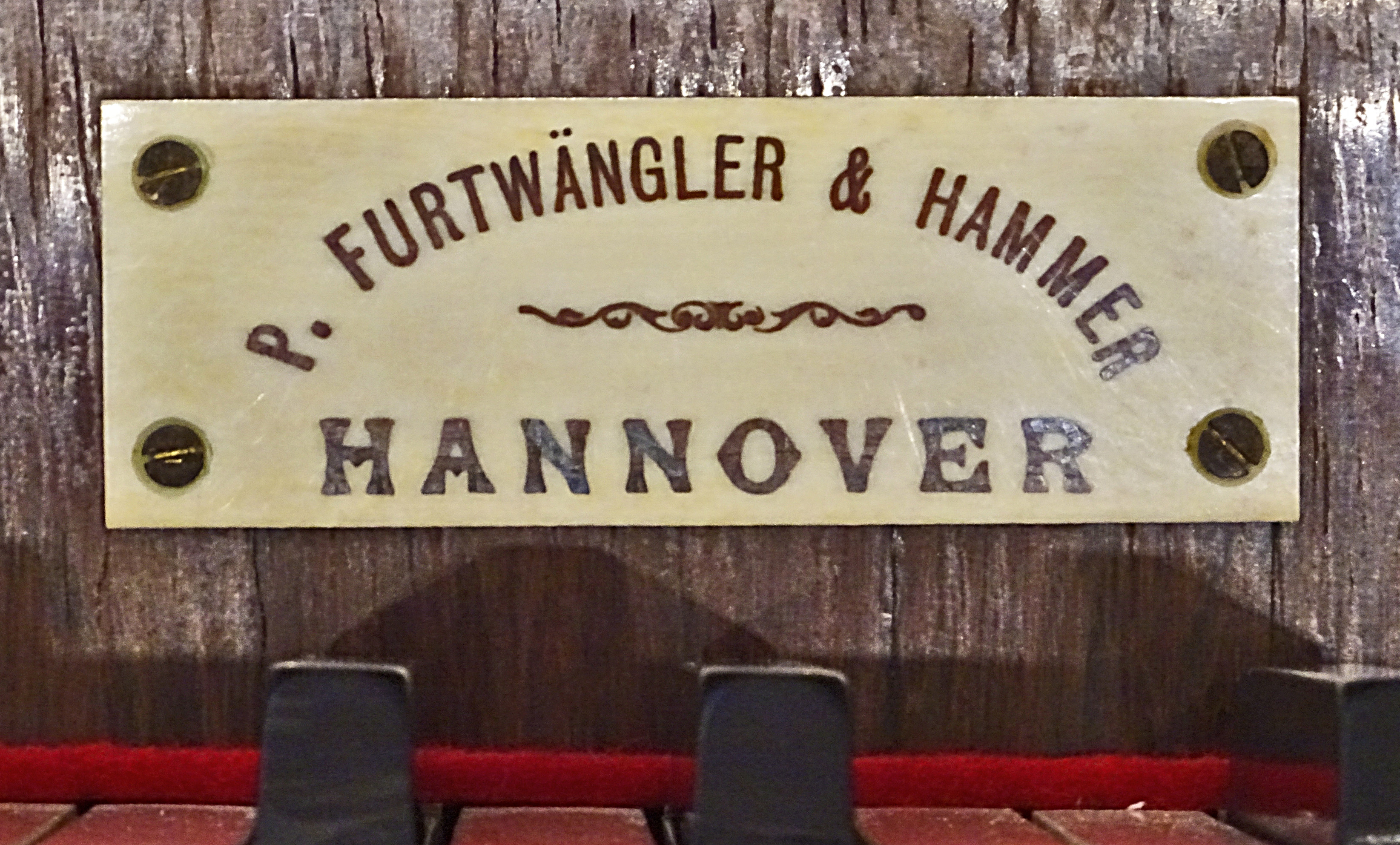
Herstellerplakette 1903

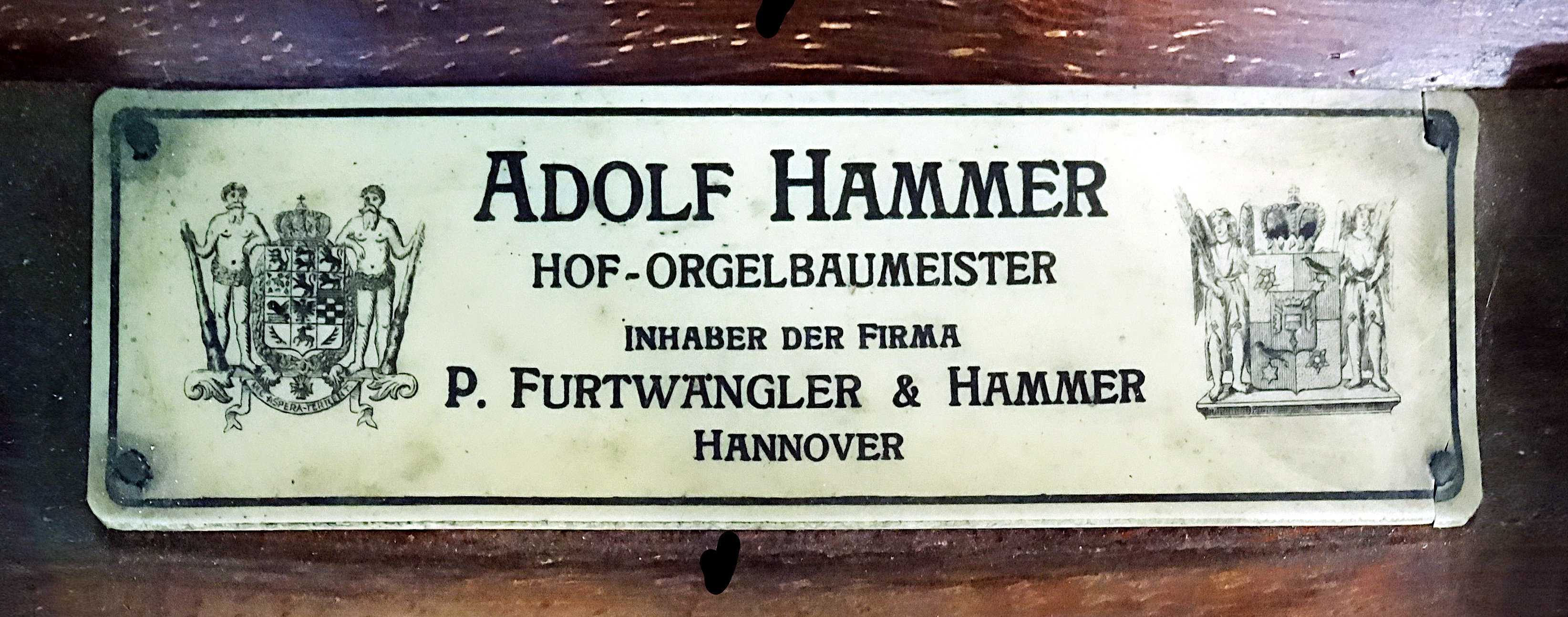
Herstellerplakette 1913

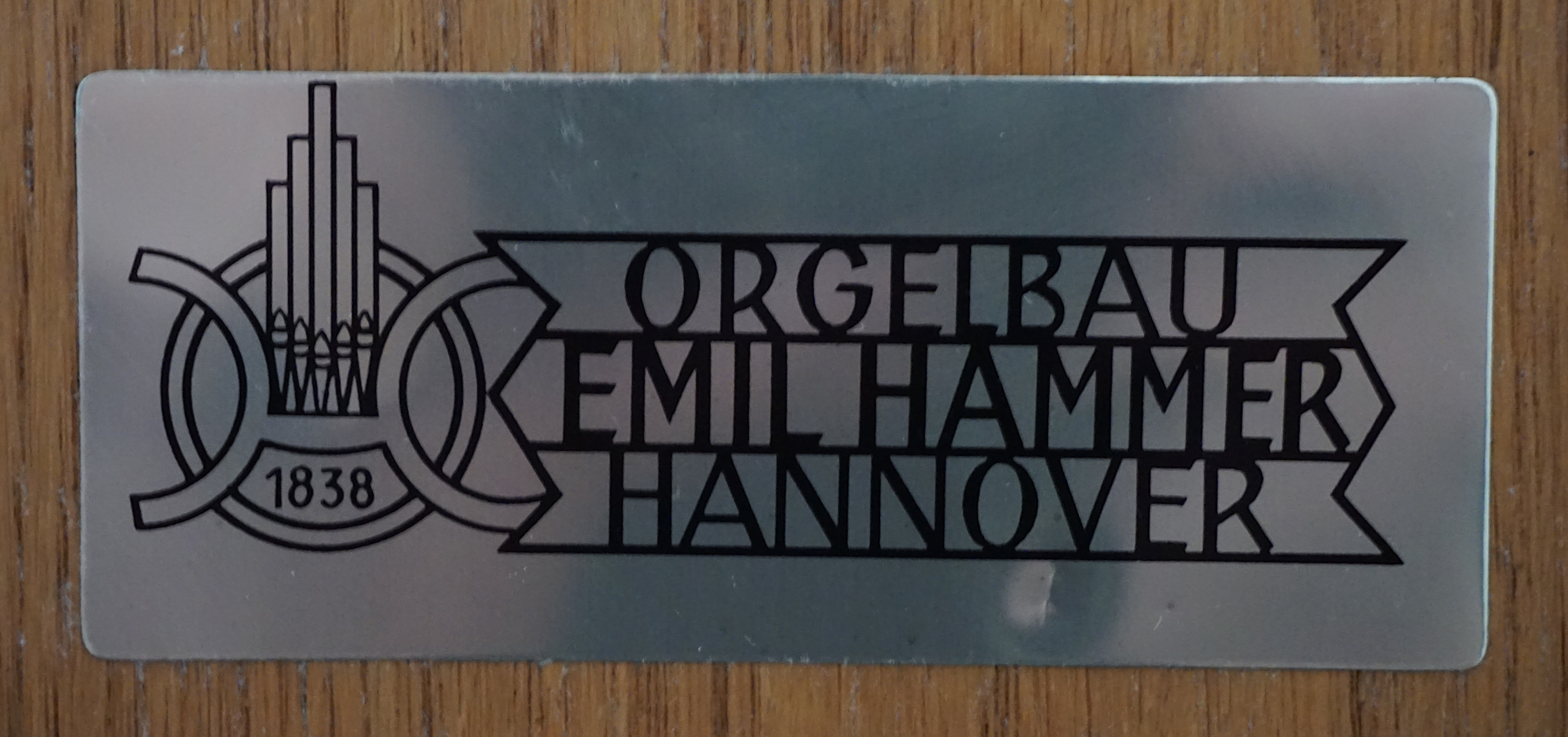
Selbstklebende Herstellerplakette

Emil Hammer Orgelbau war eine deutsche Orgelbauwerkstatt, die ihren Sitz ab 1966 im Hemminger Ortsteil Arnum hatte.

## Geschichte
Die Vorgängerin wurde 1838 von Philipp Furtwängler gegründet. Nach dem Erlöschen des väterlichen Betriebs gründete der zweite Sohn Philipps, Pius Furtwängler (* 14. Juli 1841; † 16. Januar 1910 in Hannover), gemeinsam mit dem Orgelbauer Adolf Hammer (* 6. April 1854 in Herzberg am Harz; † 5. März 1921 in Hannover) 1883 die Orgelbauwerkstatt P. Furtwängler & Hammer. Die Werkstatt wurde von Elze nach Hannover verlegt. Pius Furtwängler schied 1892 aus. Adolf Hammer bekam 1910 den Titel Hoforgelbaumeister verliehen. Er hatte die Orgel für den Braunschweiger Dom erbaut, die 1960 in die St.-Marien-Kirche in Hannover umgesetzt wurde. Nach dem Tod von Adolf Hammer übernahm sein Sohn Walter Hammer (* 7. Juli 1901; † 30. August 1990) den Betrieb mit 120 Beschäftigten, der in der Weltwirtschaftskrise in Schwierigkeiten geriet.
Der Neffe Adolf Hammers, Emil Hammer (* 22. Februar 1878 in Geestemünde; † 11. Dezember 1958 in Hannover) arbeitete ab 1904 als Prokurist im Betrieb seines Onkels und übernahm diesen 1937 als Alleininhaber. Die Firma lautete seitdem Emil Hammer Orgelbau. Nach Emils Tod übernahm dessen Enkel Christian Eickhoff (* 23. Dezember 1935 in Shanghai; † 09. September 2022 in Hemmingen) den Betrieb mit rund 20 Mitarbeitern. 1966 zog der Betrieb in einen Werkstattneubau in Arnum mit zunächst 25 Mitarbeitern, später waren es über 40. Im Zuge der Altersnachfolge von Christian Eickhoff verkaufte dieser zum 1. Juli 2007 den Betrieb mit sechs Beschäftigten an die Orgelbaugesellschaft Reichenstein (einen Zusammenschluss der Werkstätten Gebr. Oberlinger Orgelbau und Emil Hammer Orgelbau), die den Betrieb zunächst als Niederlassung unter dem neuen Namen weiterführte. 2009 wurde die Niederlassung in eine kleinere Werkstatt nach Hiddestorf verlegt. 2011 wurde die Gesellschaft aufgrund der Eröffnung des Insolvenzverfahrens aufgelöst. Seit Mai 2011 existiert das Nachfolgeunternehmen E. Hammer Orgelbau mit Sitz in Hiddestorf.
Nach der Gründung des Betriebs Ende des 19. Jahrhunderts wurden Orgelwerke mit mechanischen, später mit pneumatischen Kegelladen gebaut. Ab 1893 wurden Werke mit Röhrenpneumatik und Taschenladen gefertigt, 1907 wurde die erste Orgel mit elektro-pneumatischer Traktur fertiggestellt. In dieser Schaffensperiode wurde auch die größte Orgel der Werkstatt Hammer in der Stadthalle Hannover geschaffen, die in dieser Zeit zu den großen deutschen Werkstätten des spätromantischen Orgelbaus zählte.
Von 1921 bis 1931 stellte Hammer neben Kirchen- und Konzertorgeln in Gemeinschaftsarbeit mit den Unternehmen Walcker und Sauer auch Oskalyd-Kinoorgeln her.
Eine neue Phase von orgelgeschichtlicher Bedeutung begann durch die Zusammenarbeit mit Christhard Mahrenholz und die damit verbundene Weiterverfolgung der Orgelbewegung. Disposition und Mensurierung wurden nun an deren Idealen ausgerichtet. Als erster Neubau dieser Art gilt die Orgel in der St.-Marien-Kirche in Göttingen.
In diesem Zusammenhang begann das Unternehmen 1932 auch wieder mit dem Bau von Schleifladen (z. B. für die Versöhnungskirche in Leipzig) und ab 1942 mit dem Bau von mechanischen Tontrakturen (z. B. für die St.-Michaelis-Kirche in Lüneburg).
Schon Mitte der 1970er Jahre erkannte Christian Eickhoff den historischen und musikalischen Wert der einst geschaffenen romantischen Orgelwerke und setzte sich in der Fachwelt für deren Erhalt ein. Mehrere der Instrumente wurden durch die Werkstatt restauriert, so z. B. in Zusammenarbeit mit Jan Jargon historische Orgeln in Polen.
Zuletzt wurden nur noch Restaurierungs- und Wartungsarbeiten ausgeführt, das Neugeschäft stagnierte. Bis zum Zeitpunkt ihres Verkaufs wurden durch die Werkstatt einschließlich ihrer Vorgängerbetriebe über 2.200 Orgelwerke weltweit errichtet, davon etwa 700 seit 1950, viele dieser Orgeln in den nach dem Zweiten Weltkrieg neu gebauten Kirchen.
Inhaber des Nachfolgeunternehmens ist Orgelbaumeister Georg Schloetmann.

## Werke (Auswahl)
Diese Liste beinhaltet ausgewählte Orgelneubauten der Werkstätten sowie einige zerstörte oder durch Neubauten anderer Orgelbauer ersetzten Orgeln.
Die Größe der Instrumente wird in der fünften Spalte durch die Anzahl der Manuale und die Anzahl der klingenden Register in der sechsten Spalte angezeigt. Ein großes „P“ steht für ein selbstständiges Pedal, ein kleines „p“ für ein angehängtes Pedal. Eine Kursivierung zeigt an, dass die betreffende Orgel nicht mehr erhalten ist oder lediglich noch der Prospekt aus einer der beiden Werkstätten stammt.

### P. Furtwängler & Hammer
| Jahr      | Ort                             | Kirche                          | Bild | Manuale | Register | Bemerkungen Beschreibung, Disposition |
| --------- | ------------------------------- | ------------------------------- | ---- | ------- | -------- | --- |
| 1890      | Mariental                       | Klosterkirche Mariental         |      | II/P    | 18       | mehrere Umbauten, 2002 von Christoph Grefe restauriert |
| 1893      | Königslutter                    | Kaiserdom                       |      | III/P   | 43       | → Orgel auf www.orgbase.nl |
| 1894      | Lahde                           | Evangelische Kirche Lahde       |      | II/P    | 23       | Op. 317 → Orgel Die Prospektpfeifen sind 1994 erneuert worden. Alle anderen Pfeifen sind original erhalten.                                                                     |
| 1895      | Krummasel                       | Christuskirche                  |      | II/P    | 12       | Op. 337 Die Orgel verfügt noch über ihre originalen Prospektpfeifen und wurde 2011 restauriert.                                                                                 |
| 1896      | Hallendorf (Salzgitter)         | Evangelische Kirche             |      | II/P    | 13       | Op. 340 → Orgel auf www.orgbase.nl |
| 1897      | Berlin-Wilmersdorf              | Auenkirche                      |      | II/P    | 41       | Op. 359 → Orgel auf www.organindex.de |
| 1897      | Lehmke                          | St. Dionys                      |      | II/P    | 14       | Op. 366 Dispositionsänderung eines Registers um 1970, Restaurierung auf den Originalzustand 2010 durch die Orgelbaugesellschaft Reichenstein (Hemmingen und Windesheim) → Orgel |
| 1898      | Bolzum                          | St. Josef                       |      |         |          | laut Denkmaltopographie |
| 1899      | Lüneburg                        | St. Nicolai                     |      | III/P   | 48       | Op. 396 |
| 1900      | Machtsum                        | St. Nikolaus                    |      |         |          | Orgelneubau, restauriert 2015 durch Orgelbauwerkstatt Florian Fay (Braunschweig)                                                                                                |
| 1900      | Plate                           | St.-Marien-Kirche               |      | II/P    | 15       | Orgelneubau |
| 1902      | Plauen                          | Herz-Jesu-Kirche                |      | II/P    | 28       | Original erhalten, restauriert |
| 1903      | Benzingerode                    | Erlöserkirche                   |      | II/P    | 14       | Orgelneubau |
| 1903      | Braunschweig                    | St. Joseph                      |      | II/P    | 24       | später umgebaut → Orgelrestaurierung auf www.orgelfayfe.de |
| 1904      | Nörten-Hardenberg               | St. Martin                      |      | II/P    | 24       | |
| 1905      | Braunschweig                    | St. Johannis                    |      | III/P   | 38       | 2005 generalüberholt durch die Orgelbauwerkstatt Eule |
| 1906      | Dortmund-Asseln                 | Lutherkirche                    |      | II/P    | 24       | Op. 561 |
| 1907      | Rüper, Landkreis Peine          | Jerusalemkirche                 |      | II/P    | 8        | →Orgel auf www.orgbase.nl |
| 1907      | Schladen                        | St. Marien                      |      | II/P    | 15       | Op. 584 |
| 1907      | Benkendorf                      | St. Michael                     |      | II/P    | 6        | Op. 607, original erhalten, unspielbar →Orgel auf orgel-verzeichnis.de |
| 1908      | Schöningen                      | Maria Hilfe der Christen        |      | II/P    | 20       | Op. 621 |
| 1908      | Blankenhain                     | St. Severi                      |      | II/P    | 27       | Neubau im Schulze-Prospekt von 1782, 2008 generalüberholt von Werkstatt Eule → Orgel auf www.organindex.de                                                                      |
| 1908      | Kleinwittenberg                 | Christuskirche                  |      | II/P    | 27       | → Orgel auf orgel-verzeichnis.de |
| 1909      | Eschershausen                   | St. Martin                      |      | II/P    | 30       | → Orgel auf www.orgbase.nl |
| 1909      | Velbert                         | Christuskirche                  |      |         |          | |
| 1909      | Harriehausen                    | St. Remigius                    |      | II/P    | 17       | Op. 652 → Orgel auf organindex.de |
| 1910      | Kaarßen                         | St.-Marien-Kirche               |      |         |          | |
| 1911      | Weberstedt                      | St. Ulricii                     |      | II/P    | 19       | 2012/2013 restauriert |
| 1912      | Hildesheim                      | Basilika St. Godehard           |      | III/P   | 43 + 2   | Op. 732, 1946/1971 neobarock umgebaut; 2021/2022 restauriert und erweitert (nahe Originalzustand) → Orgel auf organindex.de                                                     |
| 1913      | Reiser                          | St. Johannes                    |      | II/P    | 11       | nicht mehr spielbar |
| 1913      | Salzwedel                       | Marienkirche                    |      | III/P   | 64       | hinter dem Prospekt von Joachim Wagner → Orgel auf www.organindex.de |
| 1914      | Hannover                        | Stadthalle                      |      | IV/P    | 124      | im Zweiten Weltkrieg zerstört |
| 1914      | Eltze                           | Evangelische Kirche             |      | II/P    | 17       | original erhalten |
| 1914      | Nordhausen                      | St. Petri                       |      | III/P   | 45       | im Zweiten Weltkrieg zerstört |
| 1915      | Wustrow (Wendland)              | St. Laurentius                  |      | II/P    | 19       | 1992 restauriert durch Orgelbaumeister Franz Rietzsch (Hiddestorf), 2008 für Hauptwerk (virtuelle Pfeifenorgel) aufgenommen                                                     |
| 1916      | Verden                          | Dom                             |      | III/P   | 51+3     | [ Diskografie 1 ] |
| 1916      | Braunsbedra                     | Gnadenkirche                    |      | II/P    | 18+1Tr.  | im Trampeli Gehäuse von 1803, neobarock umdisponiert zu DDR-Zeiten, Trompete8' auf Man.1 entfernt.                                                                              |
| 1916      | Aurich-Oldendorf                | St.-Petri-Kirche                |      |         |          | 1973 ersetzt durch Neubau von VEB Jehmlich Orgelbau (Dresden) |
| 1921/1922 | Berlin-Wilmersdorf              | Auenkirche                      |      | III/P   | 62       | Opus 890, Neubau unter Verwendung von Teilen der Orgel von 1897 (Opus 359) → Orgel auf www.organindex.de                                                                        |
| 1925–1926 | Göttingen                       | St. Marien                      |      | III/P   | 48 (45)  | → Orgel |
| 1927      | Schochwitz                      | St. Benedikt                    |      | II/P    | 15       | Opus 1026 Gehäuse von 1817 (Orgelbauer unbekannt) Beitrag zur Orgel |
| 1928      | Doberschütz (Kreis Nordsachsen) |                                 |      | II/P    | 10       | einfacher Freipfeifenprospekt |
| 1928      | Königsberg (Ostpreußen)         | Dom                             |      | III/P   | 68       | 1944 kriegszerstört |
| 1929      | Ritterhude                      | St.-Johannes-Kirche             |      | II/P    | 16       | 1999 restauriert durch Orgelbaumeister Franz Rietzsch (Hiddestorf) |
| 1929      | Nordhausen                      | St. Blasii                      |      | III/P   | 49       | 1945 schwer beschädigt, später abgetragen. Orgel |
| 1930      | Mansfeld                        | St. Georg                       |      | II/P    | 35       | |
| 1931      | Lüneburg                        | St. Michaelis                   |      | III/P   | 48       | Neubau hinter dem historischen Gehäuse von Matthias Dropa (1708) |
| 1932      | Leipzig                         | Versöhnungskirche               |      | III/P   | 33       | |
| 1935      | Hannover                        | Ehemalige Pädagogische Akademie |      | III/P   | 33       | Opus 1161, vollständig erhalten, aber aktuell nicht spielbar → Beschreibung und Disposition auf www.pages-hemmingen.de                                                          |

### Emil Hammer Orgelbau
| Jahr    | Ort                          | Kirche                         | Bild | Manuale | Register | Bemerkungen |
| ------- | ---------------------------- | ------------------------------ | ---- | ------- | -------- | --- |
| 1937    | Bielefeld                    | Neustädter Marienkirche        |      | IV/P    | 74       | 1964 abgebrochen |
| 1938    | Saarbrücken                  | Stiftskirche St. Arnual        |      | II/P    | 22       | Die Orgel besaß bereits vollmechanische Schleifladen. Sie wurde 1994 durch die heutige Kuhn-Orgel ersetzt.                    |
| 1938    | Bockwitz (heute Lauchhammer) | Nikolaikirche                  |      |         |          | |
| 1938    | Hamburg-Wilstorf             | Paul-Gerhardt-Kirche           |      | II/P    | 23       | erhalten → Orgel auf orgel-verzeichnis.de                                                                                     |
| 1940    | Hamburg-Wilstorf             | St. Franz Joseph               |      | II/P    | 21       | 1964 Umbau durch Kemper, erhalten → Orgel auf orgel-verzeichnis.de                                                            |
| 1942    | Lüneburg                     | St. Michaelis, Krypta          |      | II/P    | 11       | hinter dem Prospekt von Furtwängler & Hammer (1899) und unter Einbeziehung von einigen Registern der Vorgängerorgel           |
| 1953–58 | Grasdorf                     | St.-Marien-Kirche              |      | II/P    | 24       | Opus 1367, in drei Bauabschnitten erbaut (1953–58), 1982 und 2001 Instandsetzung, 2021 Reparatur wegen Schimmelbefall → Orgel |
| 1956    | Wienhausen                   | St. Marien-Kirche              |      | II/P    | 23       | bis 1971 vervollständigt |
| 1956    | Döhren-Wülfel                | Matthäi-Kirche                 |      | II/P    | 20       | 1958 vollendet → Orgel auf orgel-verzeichnis.de                                                                               |
| 1957    | Kassel                       | Martinskirche                  |      | I/P     | 10       | → Orgel auf www.orgbase.nl |
| 1958    | Gütersloh                    | Johanneskirche                 |      | II/P    | 13       | |
| 1959–66 | Hannover-Limmer              | St. Nikolai                    |      | III/P   | 32       | 2017 Generalüberholung → Orgel                                                                                                |
| 1960    | Klein Hehlen bei Celle       | Bonifatiuskirche               |      | II/P    | 14       | 1961/1962 erweitert |
| 1961    | Fischbach-Camphausen         | Evangelische Kirche            |      | I/P     | 6        | |
| 1963    | Hermannsburg                 | St. Peter und Paul             |      | III/P   | 34       | |
| 1963    | Peine                        | St.-Jakobi-Kirche              |      | IV/P    | 50       | Generalüberholung 2011 durch OBM Christoph Grefe (Ilsede)                                                                     |
| 1964    | Oberhausen                   | Luise-Albertz-Halle            |      | IV/P    | 68       | 2012 abgebrochen |
| 1965    | Scheidt (Saarbrücken)        | Evangelische Kirche Scheidt    |      | I/P     | 13       | |
| 1965    | Marburg                      | Universitätskirche Marburg     |      | III/P   | 34       | |
| 1965    | Hannover                     | Kreuzkirche                    |      | III/P   | 52       | |
| 1965    | Papenburg                    | Nikolaikirche                  |      | II/P    | 14       | Später erweitert |
| 1967    | Sulzbach/Saar                | Evangelische Kirche            |      | II/P    | 25       | |
| 1968    | Soltau                       | St.-Johannis-Kirche            |      | III/P   | 40       | |
| 1970    | Sendai, Japan                | Miyagi Gakuin Chapel           |      | II/P    | 30       | |
| 1971    | Cuxhaven                     | Herz-Jesu-Kirche               |      | II/P    | 14       | |
| 1971    | Nevada (Missouri), USA       | Cottey Collage                 |      | II/P    | 17       | |
| 1972    | Beedenbostel                 | Martinskirche                  |      | II/P    | 26       | Neubau in historischem Gehäuse von 1855 von Philipp Furtwängler                                                               |
| 1974    | Loxstedt                     | St.-Johannes-der-Täufer-Kirche |      | II/P    | 13       | 12 Register von Hammer, ein Register (Nasard 2 2/3') von Lobback                                                              |
| 1974    | Gütersloh-Avenwedde          | Christuskirche                 |      |         |          | |
| 1975    | Helmbrechts                  | Johanniskirche                 |      | III/P   | 36       | mit Koppelmanual →Orgel auf organindex.de                                                                                     |
| 1975    | Radebeul                     | Lutherkirche                   |      | I       | 3        | stammt aus Privatbesitz |
| 1977    | Gdańsk                       | Nikolaikirche                  |      | II/P    | 35       | Rückbau zum Zustand aus dem 18. Jh. durch Firmen Hammer aus Hannover und Truszczyński aus Warschau                            |
| 1977    | Plettenberg                  | St. Johannes der Täufer        |      | III/P   | 22       | |
| 1982    | Hannover                     | St. Elisabeth                  |      | III/P   | 36       | |
| 1987    | Hannover                     | St. Godehard                   |      | III/P   | 39       | |
| 1993    | Maniowy, Polen               | Św. Mikołaja                   |      | II/P    | 29       | |
| 1996    | Lübeck                       | Bugenhagen-Kirche              |      | II/P    | 24       | |
| 2002    | Kloster Hamersleben          | St. Pankratius                 |      | III/P   | 41       | Neubau in historischem Gehäuse                                                                                                |

## Patente
- A. Hammer: Vorrichtung zur selbstthätigen Regelung durch Kraftmaschinen angetriebener Gebläse. 1895[8]
- DE 388,209. Walcker-Luedtke-Hammer Oskalyd Orgelbau. Vorrichtung zum Erhoehen der Klangwirkung von Tasteninstrumenten, Orgeln u. dgl. vom 19. Januar 1924.
- DE 403,152. Walcker-Luedtke-Hammer Oskalyd Orgelbau. Tasteninstrument, Orgel o. dgl. (GB 218,252, CH 108,096, DK 34,686) vom 10. September 1924.

## Diskografie
1. ↑  Die Romantische Orgel im Dom zu Verden; 2009; TB,DDD,1993; EAN 0000085961098
2. ↑  Die Furtwängler & Hammer Orgel der Sankt Johannes-Kirche Ritterhude; 1999; Bcc.//Blue.Calvin.Classics (Bella Musica)